# Ourol (ort)
Ourol är en ort i Spanien.   Den ligger i provinsen Provincia de Lugo och regionen Galicien, i den nordvästra delen av landet, 400 km nordväst om huvudstaden Madrid. Ourol ligger 465 meter över havet och antalet invånare är 1 328.
Terrängen runt Ourol är kuperad söderut, men norrut är den platt. Runt Ourol är det ganska glesbefolkat, med 22 invånare per kvadratkilometer. Närmaste större samhälle är Lugo, 16,2 km norr om Ourol. Omgivningarna runt Ourol är en mosaik av jordbruksmark och naturlig växtlighet.